# English Boy Wonders
English Boy Wonders is het tweede studioalbum van de Engelse progressieve-rockband Big Big Train. 

## Inleiding
Het album werd origineel in 1997 uitgebracht op het platenlabel Giant Electric Pea, het label van een van de geluidstechnici Rob Aubrey, en werd gedistribueerd door SPV GmbH. Het album werd opgenomen in de Parklands Studio in Denmead, Nomansland in New Forest en R.G. Jones Studios in Morden. Het album werd gestoken in een ontwerp van Michael Griffiths. Achteraf was de band niet tevreden met het resultaat, de band kon destijds de opnames wegens geldgebrek niet afmaken. Bovendien werden er maar weinig exemplaren geperst; het album was voor nieuwe fans niet meer te koop. 
In 2008 werd met behulp van de originele opnames het album grotendeels opnieuw opgenomen. De drum- en toetsenpartijen van Spawton bleven (weliswaar opnieuw gemixt) gehandhaafd, de rest werd grotendeels opnieuw opgenomen. Deze nieuwe opnamen leidden naar een gewijzigde trackvolgorde op het album, die meer in de opbouw van het album paste en ook een nieuw lied. De band had inmiddels een eigen platenlabel opgericht: English Electric Recordings. Er kwam een nieuwe platenhoes van Jim Trainer.

## Ontvangst
Aan de release van de eerste versie werd nauwelijks aandacht besteed. De heruitgave werd zeer goed ontvangen door critici binnen de progressieve rock. Volgens Markwin Meeuws van ProgWereld is alles veranderd aan het album: "Muzikale passages, zelfs een heel liedje, zijn toegevoegd, de trackvolgorde is veranderd, de drums zijn opnieuw gemixt." Hij noemde het album "een pareltje" en merkte op dat hoogtepunten aanwijzen "zinloos" is "daar alle liedjes nu zo mooi naadloos in elkaar overlopen". Brad Birzer van Progarchy schreef dat Big Big Train op EBW hun invloeden laten terugkomen: "There’s some mid-period Genesis here, but there is also quite a bit of atmospheric jazz, with keyboards and drums far more daring than Collins and Banks ever tried." Hij noemde het album "excellent and a must own".

## Musici
- Steve Hughes – drumstel, percussie
- Andy Poole – basgitaar, keyboard, achtergrondzang
- Martin Read - zang
- Greg Spawton – gitaren, zang

met
- Ken Bundy – achtergrondzang
- Martin Orford (van IQ) – dwarsfluit

Op de eerste versie bespeelde Tony Müller eveneens toetsinstrumenten; op de tweede versie werd hij niet meer genoemd.

## Muziek
| Nr. | Titel                                              | Duur  |
| --- | -------------------------------------------------- | ----- |
| 1.  | Big empty skies (Spawton)                          | 4:21  |
| 2.  | Brushed aside (Spawton)                            | 5:37  |
| 3.  | A giddy thing (Spawton)                            | 5:16  |
| 4.  | 28 years (Spawton, Read)                           | 2:24  |
| 5.  | Pretty mom (Spawton, Poole)                        | 3:26  |
| 6.  | Out of it (Spawton)                                | 5:57  |
| 7.  | Cloudless and starry and still (Spawton, Poole)    | 3:33  |
| 8.  | Albion perfide (Spawton, Poole, Müller)            | 10:23 |
| 9.  | Right to the end of the world tra-la (Spawton)     | 1:56  |
| 10. | The shipping forecast (Spawton)                    | 10:46 |
| 11. | Mr Boxgroveman (Poole, Spawton)                    | 6:12  |
| 12. | Reaching for John Dowland (Poole, Spawton, Hughes) | 8:13  |
| 13. | Fell asleep (Spawton)                              | 3:35  |

### Heruitgave
| Nr. | Titel                                              | Duur  |
| --- | -------------------------------------------------- | ----- |
| 1.  | Big empty skies (Spawton)                          | 4:23  |
| 2.  | Brushed aside (Spawton)                            | 5:40  |
| 3.  | Albion perfide (Spawton, Poole, Müller)            | 10:27 |
| 4.  | Pretty mom (Spawton, Poole)                        | 3:43  |
| 5.  | A giddy thing (Spawton)                            | 5:17  |
| 6.  | Out of it (Spawton)                                | 6:02  |
| 7.  | Cloudless and starry and still (Spawton, Poole)    | 3:36  |
| 8.  | Two poets meet (Spawton)                           | 4:26  |
| 9.  | 28 years (Spawton, Read)                           | 2:28  |
| 10. | Reaching for John Dowland (Poole, Spawton, Hughes) | 8:46  |
| 11. | Boxgrove man (Poole, Spawton)                      | 7:23  |
| 12. | The shipping forecast (Spawton)                    | 10:14 |
| 13. | Right to the end of the world tra-la (Spawton)     | 2:03  |
| 14. | Fell asleep (Spawton)                              | 3:59  |